# Navajas
Navajas – gmina w Hiszpanii, w prowincji Castellón, we wspólnocie autonomicznej Walencja, o powierzchni 7,89 km². W 2011 roku liczyła 833 mieszkańców.